# Mae Faggs
Heriwentha ("Mae") Faggs Starr (née le 10 avril 1932 à New York - décédée le 27 janvier 2000 à Cincinnati) est une athlète américaine spécialiste du sprint.

## Carrière
Étudiante à l'Université d'État du Tennessee, elle participe aux Jeux olympiques d'été 1952 d'Helsinki où elle remporte la médaille d'or du relais 4 × 100 mètres aux côtés de Barbara Jones, Janet Moreau et Catherine Hardy. L'équipe américaine établit un nouveau record du monde de la discipline en 45 s 9 et devance finalement l'Allemagne et le Royaume-Uni.
Faggs remporte cinq titres aux Championnats des États-Unis d'athlétisme, deux sur 100 m en 1955 et 1956, et trois sur 200 m en 1954, 1955 et 1956. 
Médaillée d'argent sur 100 m lors des Jeux panaméricains de 1955, elle monte sur la troisième marche du podium du relais 4 × 100 m lors des Jeux olympiques d'été de 1956.
Elle est élue au Temple de la renommée de l'athlétisme des États-Unis en 1976.

## Palmarès
| Date | Compétition        | Lieu      | Place | Discipline |
| ---- | ------------------ | --------- | ----- | ---------- |
| 1952 | Jeux olympiques    | Helsinki  | 6e    | 100 m      |
| 1952 | Jeux olympiques    | Helsinki  | 1re   | 4 × 100 m  |
| 1955 | Jeux panaméricains | Mexico    | 2e    | 100 m      |
| 1956 | Jeux olympiques    | Melbourne | 3e    | 4 × 100 m  |